# Церетели, Алексей Николаевич
Алексей Николаевич Церетели (Церетелев) (груз. ალექსი ნიკოლოზის ძე წერეთელი, 22 июля 1848, Смальково, Саранский уезд, Пензенская губерния — 16 мая 1883, Липяги, Спасский уезд, Тамбовская губерния) наследственный грузинский князь, русский дипломат. Участник Русско-турецкой войны (1877—1878).

## Биография
Сын известного этнографа и деятеля народного образования князя Н. А. Цертелева. Двоюродный брат известного грузинского поэта Акакия Церетели. Учился в Лозанне. По окончании юридического факультета Московского университета в 1870 году был назначен на должность секретаря русского Генерального консула в Белграде. С 1873 года — второй секретарь российкого посольства в Константинополе. В 1876—1877 годах возглавлял русское консульство в Эдирне и в Пловдиве.
После апрельского болгарского восстания 1876 года входил в состав дипломатической комиссии по расследованию турецких зверств в Болгарии. Сторонник и ревностный защитник болгарской национальной независимости.
В 1877 году поступил вольноопределяющимся рядовым в один из драгунских полков действующей армии; переведённый вскоре в терский казачий полк, он был назначен ординарцем при М. Д. Скобелеве, при котором, во время переправы через Дунай, участвовал в Систовском сражении. Когда дивизия Скобелева была расформирована, Церетелев поступил в отряд Гурко, с которым сделал оба забалканских похода в качестве его ординарца, и оказал важные услуги действующему отряду при занятии Тырнова и разыскании Хаскиойского прохода; по заключении перемирия был прикомандирован на время дипломатических переговоров к генералу Н. Игнатьеву.
С окончанием войны снова поступил в министерство иностранных дел и 24 августа 1878 года был назначен генеральным консулом в Филиппополь.
Генеральный консул России в Пловдиве в 1882 году. После Берлинского конгресса принимал активное участие в разработке конституции Восточной Румелии. Труды его по составлению органического статута для Восточной Румелии создали ему громкую известность в стране и доверие со стороны населения; но на этом месте ему пришлось пробыть недолго: в апреле 1882 года он вышел по болезни в отставку.
В отставке жил в своём имении Липяги, Спасского уезда, Тамбовской губернии, где и умер 16 мая 1883 года.

## Память
- После Освобождения Болгарии, в честь А. Н. Церетели названо село Церетелево.
- 4 июля 2019 года в селе Церетелево открыт бюст А. Н Церетелева.
- Бюст А. Н. Церетелева установлен в городе Батак (Болгария) с надписью: «Благодаря А. Н. Церетелеву мир впервые узнал о злодеяниях турок».
- Памятная плита с барельефом в честь князя А. Н. Церетелева установлена на улице его имени в Пловдиве (2019).